# El Lisitskij
Lazar Markovitsj Lisitskij (russisk: Ла́зарь Ма́ркович Лиси́цкий,  lyt ?; født 11. el. 23. november 1890; død 30. december 1941, bedre kendt som El Lisitskij, russisk: Эль Лиси́цкий, jiddisch: על ליסיצקי), var en russisk kunstner, designer, fotograf, typograf, polemiker og arkitekt.
El Lisitskij blev uddannet på den tekniske højskole i Darmstadt 1909-14. Tilbage i Rusland kom han under indflydelse af Kasimir Malevitj, sluttede sig til konstruktivisterne og underviste en periode på kunstakademiet i Moskva, men rejste 1922 tilbage til Tyskland, hvor han 1925 med Hans Arp skrev Die Kunstismen. I Bauhausmiljøet traf han Theo van Doesburg.
I Tyskland fungerede Lisitskij som formidler mellem den russiske revolutionskunst og den europæiske avantgarde. I Holland havde han kontakt med bevægelsen De Stijl.
Tilbage igen i Sovjetunionen fra 1928 virkede han som tilrettelægger af blandt andet bøger og propagandaudstillinger.
| - Portrætter og gravmæle - Selvportræt 1924-25 - Portræt 1912 - El Lisitskijs grav på Donskoy-kirkegården |

| - Værker af El Lisitskij - Lenintribune, 1920, Moskva - Omslag til børnebogen Vier Ziegenböcke "Fire gedebukke" fra 1922 - Proun, ca.1922, MoMA - Kestnermappe Proun, 1923 (kat) - Ängstliche, 1923 (ængstelig) - Proun, 1924 - Udstillingsplakat, 1929 - Kampagne for skriveredskaber, 1929 - Lisitskij-allé i Schwalbach am Taunus, Hessen - Propagandaplakat, 1942 |